# Primera División de Burundi
La Primera División, también llamada Ligue A, es la mayor división de fútbol de Burundi, la liga fue fundada en 1963 y es organizada por la Federación de Fútbol de Burundi.

## Formato
Actualmente la primera división tiene 16 equipos que disputan 30 partidos de local y visitante. El equipo campeón obtiene la clasificación a la Liga de Campeones de la CAF.

## Equipos 2015/16
- Aigle Noir FC (Makamba)
- AS Inter Star (Buyumbura)
- Athlético Olympic FC (Buyumbura)
- Bujumbura City FC
- Flambeau de l'Est (Ruyigi)

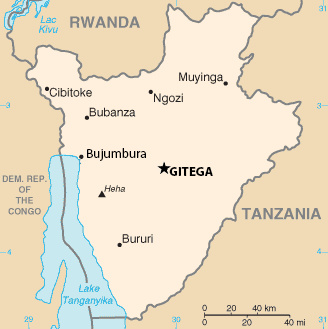
Burundi.

- Le Messager FC de Bujumbura (Buyumbura)
- Le Messager FC de Ngozi (Ngozi)
- Les Crocos FC
- Les Eléphants FC (Bubanza)
- Les Jeunes Athlétiques
- LLB Sports4Africa FC (Buyumbura)
- Magara Star (Nyanza Lac)
- Muzinga FC (Buyumbura)
- Olympic Muremera
- Olympique Star
- Vital'O FC (Buyumbura)

## Palmarés
| Temporada | Campeón                 | Subcampeón              |
| --------- | ----------------------- | ----------------------- |
| 1963      | Stella Matutina FC      |                         |
| 1964      | Stella Matutina FC      |                         |
| 1965      | Maniema Fantastique FC  |                         |
| 1966      | Maniema Fantastique FC  |                         |
| 1967      | Maniema Fantastique FC  |                         |
| 1968      | Maniema Fantastique FC  |                         |
| 1969      | Espoir FC               |                         |
| 1970      | Inter FC Bujumbura      |                         |
| 1971      | Vital'O FC              |                         |
| 1972      | Burundi Sports Dynamic  |                         |
| 1973      | Liga no disputada       | Liga no disputada       |
| 1974      | Inter FC Bujumbura      |                         |
| 1975      | Inter FC Bujumbura      |                         |
| 1976      | Prince Louis FC         |                         |
| 1977      | Inter FC Bujumbura      |                         |
| 1978      | Inter FC Bujumbura      |                         |
| 1979      | Vital'O FC              |                         |
| 1980      | Vital'O FC              |                         |
| 1981      | Vital'O FC              |                         |
| 1982      | Maniema Fantastique FC  |                         |
| 1983      | Vital'O FC              |                         |
| 1984      | Vital'O FC              |                         |
| 1985      | Inter FC Bujumbura      |                         |
| 1986      | Vital'O FC              |                         |
| 1987      | Inter FC Bujumbura      |                         |
| 1988      | Inter FC Bujumbura      |                         |
| 1989      | Inter FC Bujumbura      |                         |
| 1990      | Vital'O FC              |                         |
| 1991      | AS Inter Star           |                         |
| 1992      | AS Inter Star           |                         |
| 1993      | Liga no finalizada      | Liga no finalizada      |
| 1994      | Vital'O FC              |                         |
| 1995      | Maniema Fantastique FC  |                         |
| 1996      | Vital'O FC              |                         |
| 1997      | Maniema Fantastique FC  |                         |
| 1998      | Vital'O FC              |                         |
| 1999      | Vital'O FC              |                         |
| 2000      | Vital'O FC              | Atlético Olympic FC     |
| 2001      | Prince Louis FC         | Elite FC                |
| 2002      | Muzinga FC              |                         |
| 2003      | Liga no finalizada      | Liga no finalizada      |
| 2004      | Atlético Olympic FC     | AS Inter Star           |
| 2005      | AS Inter Star           | Muzinga FC              |
| 2006      | Vital'O FC              | Prince Louis FC         |
| 2007      | Vital'O FC              | AS Inter Star           |
| 2008      | AS Inter Star           | Vital'O FC              |
| 2009      | Vital'O FC              | Atlético Olympic FC     |
| 2010      | Vital'O FC              | AS Inter Star           |
| 2010–11   | Atlético Olympic FC     | LLB Académic FC         |
| 2011–12   | Vital'O FC              | Atlético Olympic FC     |
| 2012–13   | Flambeau de l'Est FC    | Atlético Olympic FC     |
| 2013–14   | LLB Académic FC         | Flambeau de l'Est FC    |
| 2014–15   | Vital'O FC              | LLB Académic FC         |
| 2015–16   | Vital'O FC              | Le Messager FC de Ngozi |
| 2016–17   | LLB Académic FC         | Atlético Olympic FC     |
| 2017–18   | Le Messager FC de Ngozi | LLB Académic FC         |
| 2018–19   | Aigle Noir Makamba FC   | Musongati FC            |
| 2019–20   | Le Messager FC de Ngozi | Musongati FC            |
| 2020–21   | Le Messager FC de Ngozi | Kayanza United          |
| 2021–22   | Flambeau du Centre FC   | Atlético New Oil FC     |
| 2022–23   | Bumamuru Standard FC    | Flambeau du Centre FC   |
| 2023–24   | Vital'O FC              | Flambeau du Centre FC   |
| 2024–25   | Aigle Noir Makamba FC   | Musongati FC            |

## Títulos por club
| Club                   | Ciudad    | Campeón | Años campeón |
| ---------------------- | --------- | ------- | --- |
| Vital'O FC             | Buyumbura | 21      | 1971, 1979, 1980, 1981, 1983, 1984, 1986, 1990, 1994, 1996, 1998, 1999, 2000, 2006, 2007, 2009, 2010, 2012, 2015, 2016, 2024 |
| Inter FC               | Buyumbura | 9       | 1970, 1974, 1975, 1977, 1978, 1985, 1987, 1988, 1989                                                                         |
| Maniema Fantastique FC | Buyumbura | 7       | 1965, 1966, 1967, 1968, 1982, 1995, 1997                                                                                     |
| AS Inter Star          | Buyumbura | 4       | 1991, 1992, 2005, 2008 |
| Atlético Olympic FC    | Buyumbura | 3       | 2004, 2011, 2012 |
| Le Messager FC         | Ngozi     | 3       | 2018, 2020, 2021 |
| Prince Louis FC        | Buyumbura | 2       | 1976, 2001 |
| Stella Matutina FC     | Buyumbura | 2       | 1963, 1964 |
| LLB Académic FC        | Buyumbura | 2       | 2014, 2017 |
| Aigle Noir FC          | Makamba   | 2       | 2019, 2025 |
| Espoir FC              | Buyumbura | 1       | 1969 |
| Burundi Sports Dynamic | Buyumbura | 1       | 1972 |
| Muzinga FC             | Buyumbura | 1       | 2002 |
| Flambeau de l'Est FC   | Ruyigi    | 1       | 2013 |
| Flambeau du Centre FC  | Makamba   | 1       | 2022 |
| Bumamuru Standard FC   | Cibitoke  | 1       | 2023 |

## Goleadores
| Año  | Goleador/es          | Equipo     | Goles |
| 1998 | Wembo Sutche         | Vital'O FC | 15    |
| 2007 | Wembo Sutche         | Vital'O FC | 12    |
| 2008 | Eric Gatoto          | Vital'O FC | 18    |
| 2013 | Samuel L.F.S. Murray | Vital'O FC | 33    |